# فرسان الجولان
لواء فرسان الجولان هو فصيل تابع للجيش السوري الحر ويقع مقره في جباتا الخشب، وهي بلدة بمحافظة القنيطرة في منطقة قوة الأمم المتحدة لمراقبة فض الاشتباك (الأندوف). وهي تتألف من 300 إلى 1,000 من المقاتلين المحليين، ويقودها أبو صهيب الجولاني. ومن المعروف أن المجموعة تتلقى مساعدة إسرائيلية من النقد والذخيرة وغير ذلك من أشكال المعونة. تم تشييد مخبز في بلدة المجموعة بمساعدة إسرائيل. يزعم أنه يغذي 60 ألف شخص في المناطق التي يسيطر عليها المتمردون في جنوب غرب سوريا.
في أغسطس 2017، أشارت مصادر مؤهلة إلى أن المجموعة تم طردها من معقلها في جباتا الخشب بعد اتهامها بالتعاون مع الجيش الإسرائيلي.
في 19 يوليو 2018، اندلعت اشتباكات عنيفة في منطقة القحطانية بعد رفض الجماعة لاتفاق الإخلاء إلى إدلب الذي وصلت إليه المعارضة مع الحكومة السورية. قام نشطاء سوريون بتعميم تسجيل صوتي أرسله ضابط روسي إلى الجماعة، حيث هددهم بإخبارهم: "أحذركم أنه إذا لم تتوقف عن إطلاق النار على الجرافة، فسوف نهاجم مواقعكم". اتفقنا مع الإسرائيليين. سأركب هذا التركس ونتحرك فيه. لقد تحدثت للتو مع تل أبيب، وأطلب منك وقف إطلاق النار بسرعة ". وأبلغ أحد المصادر العسكرية المدن إن قائد الجماعة، أبو صهيب، يأمل في التوصل إلى اتفاق مع الجانب الروسي، على غرار الاتفاق الذي أبرمه القائد السابق لفصائل المعارضة في بيت جن، إياد كمال، الذي يطلق عليه اسم "مورو"، بعد إصرار إسرائيلي على بقائه كقوة محلية تكفل حماية الحدود.
في 21 يوليو 2018، ذكرت صحيفة القدس العربي أنه بعد التفاوض مع إسرائيل، توحدت المجموعة وميليشيات أخرى لتشكيل جيش الجنوب، بقيادة إسرائيل، على الحدود الجنوبية لسوريا، في المنطقة منزوعة السلاح، من أجل ضمان انسحاب القوات الإيرانية. و من المتوقع أن يكون لدى الجيش نحو 2,000 عضو.
في 22 يوليو 2018، أفيد بأن المجموعة ستبقى في المنطقة بالاتفاق بين روسيا وإسرائيل للعمل كقوة حرس الحدود. أفادت هاآرتس أن المجموعة نسقت مع إسرائيل إخلاء 800 من ذوي الخوذ البيضاء. وبالإضافة إلى ذلك، أفيد بأن فردين مسلحين من المجموعة، هما معاذ نصار وأبو راتب، قد فروا إلى إسرائيل.